# Artur Rabassa Barbenys
Artur Rabassa Barbenys (Reus, 7 de juliol de 1881 - 21 de juny de 1940) va ser un impressor català.

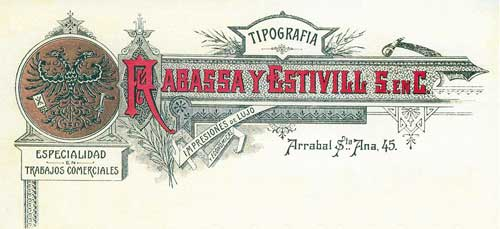
Membret de la Tipografia Rabassa i Estivill. 1910

Els seus pares, originaris de la Selva del Camp, el van enviar a Reus, on havia nascut, a estudiar. Va fer l'aprenentatge i es va formar professionalment a la Impremta de Fills de Sanjuan, que van dedicar-se sobretot a la impressió de premsa, com ara Reus: semanario independiente i La Derecha, en el període en què Artur Rabassa hi treballà. L'any 1910, oficial d'impremta, va fundar amb un company la tipografia "Rabassa y Estivill" al raval de santa Anna, on va imprimir fullets i premsa (La Democracia Cristiana 1910-1913, Reus Comercial 1911, La Bandera Roja 1912-1913) i que el 1915 va transformar en «Rabassa y Compañía» amb l'entrada d'altres socis. El 1920 va comprar la part de la impremta dels seus socis i es transformà en Impremta Rabassa, que va modernitzar i ampliar el 1924, traslladant-se al carrer del Vent. Com a impressor va tenir un gran prestigi a la ciutat, i va imprimir gran quantitat de cartells de les fires, la festa major i els carnavals reusencs, revistes i publicacions com El Heraldo de Reus i El Heraldo de Cataluña, Reus, el Boletín de la Cámara Oficial de la Propiedad Urbana, Mai Badem!, Vida económica de la província de Tarragona, una publicació de les Cambres de Comerç, i d'altres. A partir del 1930 el seu fill, Artur Rabassa Pujol, l'ajudava de manera molt propera, i es va fer càrrec de l'empresa el 1940, a la seva mort. Va seguir publicant premsa reusenca, com ara el Semanario Reus, i la majoria de publicacions, cartells, programes i papers de la ciutat, donada la seva excel·lent qualitat. En l'actualitat, la quarta generació segueix l'empresa amb el nom d'Arts Gràfiques Rabassa.